# Paola Chacón
Karla Paola Chacón Fuentes (sinh ngày 21 tháng 4 năm 1992) là người mẫu và người giữ danh hiệu cuộc thi sắc đẹp người Costa Rica, người đã đăng quang cuộc thi Hoa hậu Quốc tế Costa Rica 2017 và đại diện cho Costa Rica tại Miss International 2017 tại Tokyo, Nhật Bản. Cô cũng đã đăng quang Hoa hậu Costa Rica 2019 và sẽ đại diện cho Costa Rica tại cuộc thi Hoa hậu Hoàn vũ 2019.

## Cuộc sống cá nhân
Karla Paola Chacón Fuentes sinh ra ở tỉnh San José, Costa Rica vào ngày 21 tháng 4 năm 1992, là con gái của Jorge Chacón và María Fuentes. Cô tốt nghiệp ngành Quản trị kinh doanh.

## Cuộc thi sắc đẹp
Vào ngày 4 tháng 9 năm 2015, Chacón bắt đầu sự nghiệp thi đấu của mình, đại diện cho Costa Rica tại Top Model of the World 2015 tại Ai Cập, nơi cô đã lọt vào Top 15 nơi cuối cùng cô là người chiến thắng Elena Kosmina của Ukraina. Chacón cũng đại diện cho Costa Rica đã đăng quang với tư cách là tân Hoa hậu Du lịch Liên lục địa 2015. Chacón đã thi đấu tại Miss Supranational 2016 vào ngày 2 tháng 12 năm 2016 tại Krynica-Zdrój, Ba Lan nhưng cô đã không đặt nơi mà cuối cùng cô là người chiến thắng Srinidhi Shetty của Ấn Độ. Chacón cũng đã đăng quang Hoa hậu Quốc tế Costa Rica 2017 tại San José, trong đó cô đã thành công Raquel Guevara. Vào ngày 14 tháng 11 năm 2017, Chacón đã đại diện cho Costa Rica tại Miss International 2017 tại Tokyo, Nhật Bản nhưng không biết nơi cuối cùng cô là người chiến thắng Kevin Liliana của Indonesia. Vào ngày 19 tháng 7 năm 2019, Chacón đại diện cho San José đã đăng quang với tư cách là cuộc thi Hoa hậu Costa Rica 2019, trong đó cô đã thành công Hoa hậu Costa Rica 2018 Natalia Carvajal. Là đại diện chính thức của đất nước cô tham dự cuộc thi Hoa hậu Hoàn vũ 2019.